# End of Innocence
End of Innoncence es el segundo DVD oficial del grupo finlandés de metal sinfónico Nightwish. Presenta numerosos clips de la banda interpretando canciones en directo, incluida una grabación de la banda interpretando una de sus primeras canciones, «Beauty and the Beast», con el bajista Marko Hietala interpretando la parte vocal masculina (en el pasado, esta parte era interpretada por Tuomas Holopainen o Tony Kakko, de Sonata Arctica).

## Lista de canciones
1. End of Innocence Documental
2. Secuencia de Imágenes en vivo de Noruega (4 de junio de 2003).
- 1. Sleeping Sun
- 2. Wild Child
- 3. Beauty and the Beast
- 4. She is My Sin
- 5. Slaying the Dreamer

3.Secuencia de Imágenes en vivo desde Summer Breeze Open Air 2002 (5.1 Sound)
- 1. End of all Hope
- 2. Dead to the World
- 3. 10th Man Down
- 4. Slaying the Dreamer
- 5. Over The Hills and Far Away
- 6. Sleeping Sun

4.Video musical
- 1. End of All Hope
- 2. Over the Hills and Far Away

5. MTV Brazil (entrevista)
6.Galería de Fotos

## Ventas y certificaciones
| País    | Certificaciones (Ventas) |
| ------- | ------------------------ |
| Finland | Gold                     |